# Shō Hashi
Shō Hashi  (尚巴志?, Shō Hashi) (1371 – 1439) è stato un re giapponese.

## Biografia
Shō Hashi, regnante tra il 1422 e il 1439, fu il primo sovrano del regno delle Ryūkyū, stato corrispondente all'odierna prefettura di Okinawa, unendo sotto il suo dominio i tre regni di Chūzan, di cui era già re, Hokuzan e Nanzan. In cinese è riportato come Shang Bazhi.